# Ministr pro vědu a technologie Čínské lidové republiky
Ministr pro vědu a technologie Čínské lidové republiky (čínsky v českém přepisu čung-chua žen-min kung-che-kuo kche-süe ťi-šu pu pu-čang, pchin-jinem zhōnghuá rénmín gònghéguó kēxué jìshù bù bùzhǎng, znaky zjednodušené 中华人民共和国科学技术部部长) je člen Státní rady Čínské lidové republiky, čínské vlády, stojící v čele Ministerstva pro vědu a technologie.
V současnosti tento post v Li Čchiangově vládě od října 2023 zastává Jin Che-ťün.

## Jmenovací proces
Podle Ústavy Čínské lidové republiky je ministr nominován premiérem a následně schválen Všečínským shromážděním lidových zástupců, nebo jeho stálým výborem. Do funkce je poté jmenován prezidentem Čínské lidové republiky.

## Seznam ministrů
| # | Portrét                                                        | Jméno Narození a úmrtí                                         | Funkční období                                                 | Funkční období                                                 | Funkční období                                                 | Vláda                                                          |
| # | Portrét                                                        | Jméno Narození a úmrtí                                         | Nástup do úřadu                                                | Opuštění úřadu                                                 | Dny v úřadu                                                    | Vláda                                                          |
| Předseda Výboru pro vědu a technologie Čínské lidové republiky                                                                                             | Předseda Výboru pro vědu a technologie Čínské lidové republiky | Předseda Výboru pro vědu a technologie Čínské lidové republiky | Předseda Výboru pro vědu a technologie Čínské lidové republiky | Předseda Výboru pro vědu a technologie Čínské lidové republiky | Předseda Výboru pro vědu a technologie Čínské lidové republiky | Předseda Výboru pro vědu a technologie Čínské lidové republiky |
| --- | -------------------------------------------------------------- | -------------------------------------------------------------- | -------------------------------------------------------------- | -------------------------------------------------------------- | -------------------------------------------------------------- | -------------------------------------------------------------- |
| 1. |                                                                | Nie Žung-čen 聂荣臻 (1899–1992)                                | 23. listopadu 1958                                             | 1. července 1970                                               | 11 let a 220 dní                                               | Čou En-laj II Čou En-laj III Čou En-laj IV                     |
| Během Kulturní revoluce funkce zrušena; 1. 7. 1970 instituce sloučena do Čínské akademie věd. Funkce opětovně zřízena s obnovením instituce 18. září 1977. |                                                                |                                                                |                                                                |                                                                |                                                                |                                                                |
| Předseda Státního výboru pro vědu a technologie Čínské lidové republiky                                                                                    |                                                                |                                                                |                                                                |                                                                |                                                                |                                                                |
| 2. |                                                                | Fang I 方毅 (1916–1997)                                        | 18. září 1977                                                  | 20. září 1984                                                  | 7 let a 19 dní                                                 | Chua a Čao Čao C'-jang II                                      |
| 3. |                                                                | Sung Ťien 宋健 ( * 1931)                                       | 20. září 1984                                                  | 18. března 1998                                                | 13 let a 179 dní                                               | Čao C'-jang II Li Pcheng I Li Pcheng II                        |
| Ministr pro vědu a technologie Čínské lidové republiky |                                                                |                                                                |                                                                |                                                                |                                                                |                                                                |
| 1. |                                                                | Ču Li-lan 朱丽兰 ( * 1935)                                     | 18. března 1998                                                | 28. února 2001                                                 | 2 roky a 347 dní                                               | Ču Žung-ťi                                                     |
| 2. |                                                                | Sü Kuan-chua 徐冠华 ( * 1941)                                  | 28. února 2001                                                 | 27. dubna 2007                                                 | 6 let a 58 dní                                                 | Ču Žung-ťi Wen Ťia-pao I                                       |
| 3. |                                                                | Wan Kang 万钢 ( * 1952)                                        | 27. dubna 2007                                                 | 19. března 2018                                                | 10 let a 326 dní                                               | Wen Ťia-pao II Li Kche-čchiang I                               |
| 4. |                                                                | Wang Č’-kang 王志刚 ( * 1957)                                  | 19. března 2018                                                | 24. října 2023                                                 | 5 let a 219 dní                                                | Li Kche-čchiang II Li Čchiang                                  |
| 5. |                                                                | Jin Che-ťün 阴和俊 ( * 1963)                                   | 24. října 2023                                                 | úřadující                                                      | 1 rok a 128 dní                                                | Li Čchiang                                                     |